# Mörtevatten (Romelanda socken, Bohuslän)
Mörtevatten är en sjö i Kungälvs kommun i Bohuslän och ingår i Göta älvs huvudavrinningsområde. Mörtevatten ligger i Svartedalen Natura 2000-område. Sjön är 12 meter djup, har en yta på 0,044 kvadratkilometer och befinner sig 121,5 meter över havet.

## Bilder

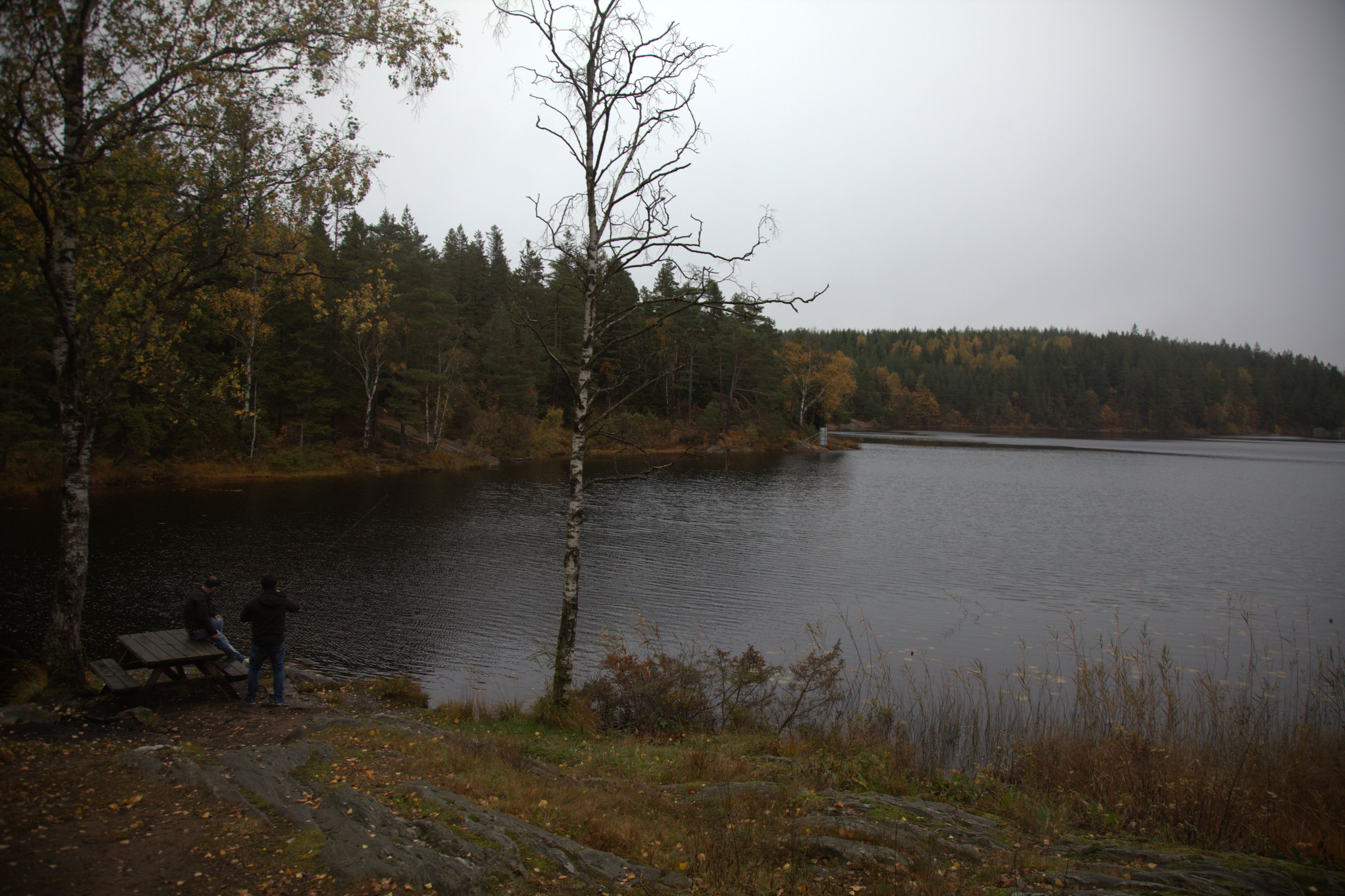
Vy över sjöns västra ände.
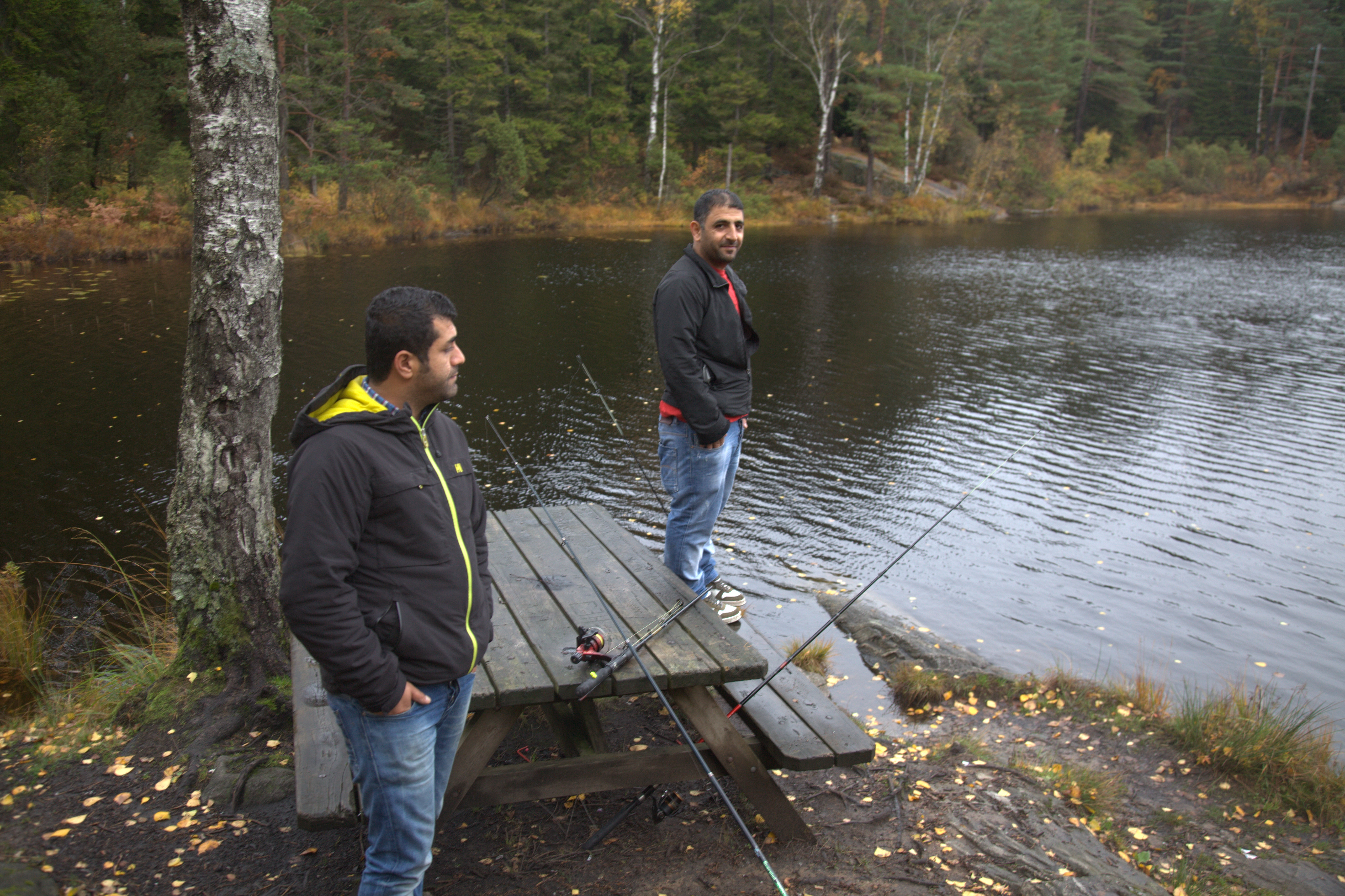
Fiskare vid Mörtevatten.